# Flightplan
Flightplan és una pel·lícula estatunidenca dirigida per Robert Schwentke, estrenada el 2005.

## Argument
Kyle Pratt enfronta el pitjor malson possible: la seva filla de 6 anys, Julia, desapareix sense deixar de rastres... mentre que es troben a més d'11.000 metres d'altitud, en un avió, entre Berlín i Nova York. Ja sacsejada per la mort sobtada del seu marit, Kyle lluita desesperadament per provar a la tripulació i als passatgers, escèptics, que no està malament del cap... Fins i tot si ni el comandant Rich ni el policia de l'aire Gene Carson no posen en dubte la paraula de la jove vídua, tot indica que la seva filla mai no ha estat a bord. La paranoia i el dubte s'estenen.

## Repartiment
- Jodie Foster: Kyle

- Peter Sarsgaard: Gene Carson

- Sean Bean: Capità Rich

- Kate Beahan: Stéphanie

- Marlene Lawston: Julia

- Michael Irby: Obaid

- Greta Scacchi: Lisa (terapeuta)

- Erika Christensen: Fiona

- Judith Scott: Estella

- Assaf Cohen: Ahmed

- Shane Edelman: Mr Loud

- Mary Gallagher: Mme Loud

- Haley Ramm: Brittany Loud

- Forrest Landis: Rhett Loud

- Jana Kolesarova: Claudia

- Brent Sexton: Elias

## Al voltant de la pel·lícula
- El paper que té Jodie Foster va ser escrit en un principi per l'actor Sean Penn i el seu paper es diu "Kyle" per aquesta raó.
- La música intrigant i dramàtica de la pel·lícula, de James Horner, és idèntica a la de la pel·lícula Apol·lo 13, del mateix compositor i del mateix estudi de producció Imagine.
- L'avió fictici presentat a la pel·lícula s'inspira en l'Airbus A380.[1]
- La desaparició misteriosa de la petita en un espai tancat recorda elements de la pel·lícula  The Lady Vanishes , (1938) d'Alfred Hitchcock, en el qual una vella dama desapareix mentre viatja amb tren, sense deixar rastres.